# Cortodera aestiva
Cortodera aestiva — жук из семейства усачей и подсемейства Усачики.

## Описание
Жук длиной от 8 до 12 мм. Время лёта взрослого жука с апреля по июнь.

## Распространение
Распространён на востоке Турции.

## Экология и местообитания
Жизненный цикл вида длится, возможно, от года до двух. Кормовые растения не определены.